# Bradysia trispinifera
Bradysia trispinifera är en tvåvingeart som beskrevs av Werner Mohrig och Nina Krivosheina 1979. Bradysia trispinifera ingår i släktet Bradysia och familjen sorgmyggor. Inga underarter finns listade i Catalogue of Life.